# Doel
Doel er en dansk dokumentarfilm fra 2018 instrueret af Frederik Sølberg.

## Handling
Der bor 26 mennesker i Doel i Belgien, og de har ikke tænkt sig at flytte nogen steder. Heller ikke selvom alle andre har travlt med at fortælle dem, hvor håbløs deres elskede spøgelsesby er: Vandaliseret, forfalden og et ironisk rejsemål for urban explorers, bilnørder og hollandske techno ravere. Doel er klemt inde mellem en industrihavn og et atomkraftværk, og siden 1960'erne har regeringen i globaliseringens navn villet jævne byen med jorden for at skaffe plads til en containerpark. Skolen, butikkerne og selv kirken er blevet lukket, og de fleste huse er forladte, smadrede eller faldet fra hinanden. Alligevel giver de sidste indbyggere ikke op.

## Medvirkende
- Christoph Malcorps
- Emilienne Driessen
- Jerome de Paepe
- Alwin Vandekerkhove
- Brian Waterschoot
- Denis Malcorps
- Maurice Vergauwen